# 浄宝縷丸
浄宝縷丸（じょほうるまる 淨寶縷丸）は、かつて南洋海運が運航していた貨客船である。名前の由来はマレーシアのジョホールから。

## 就航
インドネシアから鉄鉱石を輸入していた石原産業海運は、1931年（昭和6年）に日本〜インドネシア間の定期航路事業への参入を決定した。これは往航時に空船であった自社船を有効活用しようとしたためである。そのため、石原産業海運は名古屋丸型貨客船を三菱造船長崎造船所と播磨造船所にそれぞれ1隻ずつ発注した。
「浄宝縷丸」は播磨造船所で建造されたが、播磨造船所の社史には、三菱造船建造の「名古屋丸」に競争意識をもって建造したと記録されている。
1932年（昭和7年）8月24日に竣工した「浄宝縷丸」の就航は当時の神戸新聞でも何度か取り上げられており、その経済効果に期待が寄せられていたことが窺える。1935年（昭和10年）6月25日には南洋海運が設立され、「浄宝縷丸」は姉妹船「名古屋丸」とともに石原産業海運から移籍した。

## 航路
横浜〜名古屋〜大阪〜神戸〜門司〜若松〜マカッサル〜スラバヤ〜スマラン〜チェリボン〜バタヴィア〜シンガポール〜バドババ
往復42日。

## 開戦後
「浄宝縷丸」は開戦後すぐに陸軍に徴用され、陸軍輸送船番号966番が付与された。徴用後は主に東南アジア方面の輸送を担当したが、1942年（昭和17年）3月1日にイギリス空軍機の攻撃によって損傷を受けたため、一旦修理に入った。
修理完了後の1942年（昭和17年）5月、「浄宝縷丸」は兵士や軍馬を満載して広東を出港し、ラバウル経由でガダルカナル島に向かった。しかしバシー海峡を通過中に台風に遭遇し、この影響で「浄宝縷丸」の航海に大幅な遅れが出た。そのため陸軍は「浄宝縷丸」のガダルカナル行きを中止し、ラバウルで全ての物資を揚陸させた。

## 座礁
1942年（昭和17年）12月、「浄宝縷丸」にニューギニア本土への輸送作戦参加が命じられた。作戦実行まで時間があったため、「浄宝縷丸」は海軍航空隊の物資をニューアイルランド島のカビエンまで輸送することになり、護衛の駆逐艦とともにラバウルを出港した。しかし、12月11日朝にセント・ジョージ岬沖でアメリカ潜水艦「シードラゴン」による魚雷攻撃を受け、「浄宝縷丸」は航行不能となった。護衛の駆逐艦が潜水艦を追い払ったために「浄宝縷丸」は沈没を免れることができたが、そのまま駆逐艦に曳航されて、ラバウル港口に座礁させたまま放置されることとなった。
座礁した「浄宝縷丸」は居住区や船艙には異常がなかったが、右舷中央部に大穴が空き、機関室の損傷が甚大であった。更に乗組員たちを悩ませたのは発電機の故障であり、3ヵ月後に他の輸送船からパラフィンを譲ってもらうまで、乗組員たちは暗闇の中での生活を余儀なくされた。このような状況でありながら、乗組員たちは「浄宝縷丸」を見捨てずに空襲の間隙を縫って船体と機関の修理を開始した。
乗組員たちの食糧は現地の司令部から米、味噌、醤油などの最低限なものは支給されていたが、生鮮野菜が不足しがちであった。そのため、乗組員のほとんどに脚気の症状が出始めたが、やがて司令部から大根、白菜、ニンジンなどの種が支給された。これを受けて、乗組員たちは修理班と農耕班に分かれて作業をすることを決め、修理班が船体と機関の修理をする傍ら、農耕班は附近のジャングルを切り拓いて畑を造り、生鮮野菜を提供した。そしてこの間、浄宝縷丸の船体について処分を決めかねていた陸軍当局であったが、修理が順調に行われていることを知ってからは乗組員たちに資材などを提供し、積極的に修理に協力した。
修理の甲斐あって、「浄宝縷丸」の機関が再び始動するのは1943年（昭和18年）8月のことであった。「浄宝縷丸」はそれから更に2ヶ月かけて修理を行った結果、片肺運転ながら動けるようになり、日本に帰還すべくラバウルを出港するのは10月20日夕方のことであった。また、20日附で解傭となった。

## 沈没
「浄宝縷丸」はガダルカナル島の戦死者の遺骨3000柱を積み、最初の寄港地パラオを目指した。この時「浄宝縷丸」が加わっていたオ006船団は、「浄宝縷丸」と「天南丸」､「保津川丸」「､文山丸､」「華山丸」､「光晴丸」の輸送船5隻と護衛の22号と24号駆潜艇2隻で編成されていた。乗組員たちはラバウルを出港後、潜水艦や飛行機に対する見張りを厳にし、中でも機関員たちは応急修理箇所から海水が絶え間なく侵入してきたため、排水ポンプを一睡もせずに見守っていた。
1943年（昭和18年）10月23日午後8時30分、船団はマヌス島沖北北西約450kmの地点に差し掛かっていたが、この地点で船団はアメリカ潜水艦「シルバーサイズ」に捕捉された。まず22時47分に「天南丸が」魚雷を2本受けて沈没し、そのあとすぐに「華山丸」と「浄宝縷丸」にも魚雷が命中した。
「浄宝縷丸」が受けた魚雷は1発だけであったが、84名の戦死者を出し、更に被雷した位置が前回の場所と同じであったために機関は完全に停止、航行不能となった。曳航も困難であったため、生存者の退船が完了した後の10月24日早朝、「浄宝縷丸」は第24号駆潜艇の砲撃により処分されたと記録された。しかし、実際には「浄宝縷丸」は沈まず、なおも浮いていた。
アメリカ側記録によれば、爆雷攻撃を凌いだ「シルバーサイズ」が潜望鏡深度に戻って観測したところ、漂流する「華山丸」と「浄宝縷丸」を発見。浮上後に「華山丸」は沈没していった。「シルバーサイズ」はなおも漂流する「浄宝縷丸」に向けて4インチ砲と20mm機銃による射撃および1本の魚雷を命中させ、北緯02度45分 東経140度41分 / 北緯2.750度 東経140.683度の地点で「浄宝縷丸」は沈没していった